# Eógan mac Ruaidrí mac Aeda
Eógan mac Ruaidrí mac Aeda  (mort vers le 3 août 1274)  est  roi de Connacht en 1274.

## Origine
Eógan mac Ruaidrí mac Aeda est le fils  Ruaidhrí  (mort en 1274) le 3e fils d' Áed mac Cathail Ua Conchobair le fils ainé de Cathal Crobderg Ua Conchobair

## Règne
Après la mort le 3 mai 1274 d'Áed mac Felim Ua Conchobair Eógan mac Ruaidrí  est proclamé roi par les Hommes du Connacht. Toutefois son règne est très bref car après qu'il n'ai détenu le royaume que trois mois, les membres de sa propre famille menés par Ruaidri fils de Toirrdelbach fils d'Aed Ua Conchobair, le tuent dans l'église des frères mineurs de Roscommon  Il est remplacé sur le trône par son cousin germain Áed mac Cathail Daill le fils de Cathal Dall, second fils de  Áed mac Cathail Ua Conchobair.

## Sources
- (en) T.W Moody, F.X. Martin, F.J. Byrne A New History of Ireland IX Maps, Genealogies, Lists. A companion to Irish History part II . Oxford University Press réédition 2011  (ISBN 9780199593064). « O'Connors Ó Conchobhair Kings of Connacht 1183-1474  » p. 223-225 et généalogie no 28 et 29 (a)  p. 158-159.
- (en) A Timeline of Irish History, Richard Killen Gill & Macmillan Dublin (2003)  (ISBN 07171-3484-9).
- (en) Goddard Henry Orpen (Introduction de Seán Duffy), Ireland under the Normands 1169-1333, vol. III, Dublin, Four Courts Press (réédition), 2005, 633 p. (ISBN 9781846828188), p. 361-376 The Conquest of Connaught 1224-37 & The Sub-infeudation of Connaught, 1237, and Afterwards p.377-393